# Marianne Zetterström
Marianne Ivarsdotter Zetterström, född Enhörning den 9 september 1912 i Stockholm, död 29 november 2011 i Stockholm, var en svensk journalist, författare och kåsör. Pseudonym: Viola.

## Biografi
Marianne Zetterström var dotter till översten Ivar Enhörning och Susanne Sommelius. Zetterström medarbetade i flera tidningar och tidskrifter, såsom Femina, Svenska Dagbladet och Vecko-Journalen. Hon var från 1943 gift med Erik Zetterström (Kar de Mumma) fram till dennes död 1997. Hon var syster till Tison Enhörning och mor till Carl Zetterström.
Marianne Zetterström är begravd på Utö kyrkogård.

## Priser och utmärkelser
- 1967 – Filmpennan
- 1989 – Bernspriset
- 2003 – Bernspriset